# División de Pune
Pune (del maratí: पुणे विभाग) es una de las seis divisiones administrativas del estado de Maharastra en la India. 

## Distritos
La división se encuentra a su vez subdividida en cinco distritos:
| Distrito | Capital  | Superficie (km²) | Habitantes (2011) | Densidad (hab./km²) |
| -------- | -------- | ---------------- | ----------------- | ------------------- |
| Pune     | Pune     | 15 642           | 9 426 959         | 602,67              |
| Satara   | Satara   | 10 484           | 3 003 922         | 286,52              |
| Sangli   | Sangli   | 8 578            | 2 820 575         | 328,81              |
| Solapur  | Solapur  | 14 845           | 4 315 527         | 290,71              |
| Kolhapur | Kolhapur | 7 685            | 3 874 015         | 504,10              |

## Estadísticas
- Superficie bajo riego: 8 896 km²
- Población (censo 2011) : 23 440 998[1]